# 四果汤

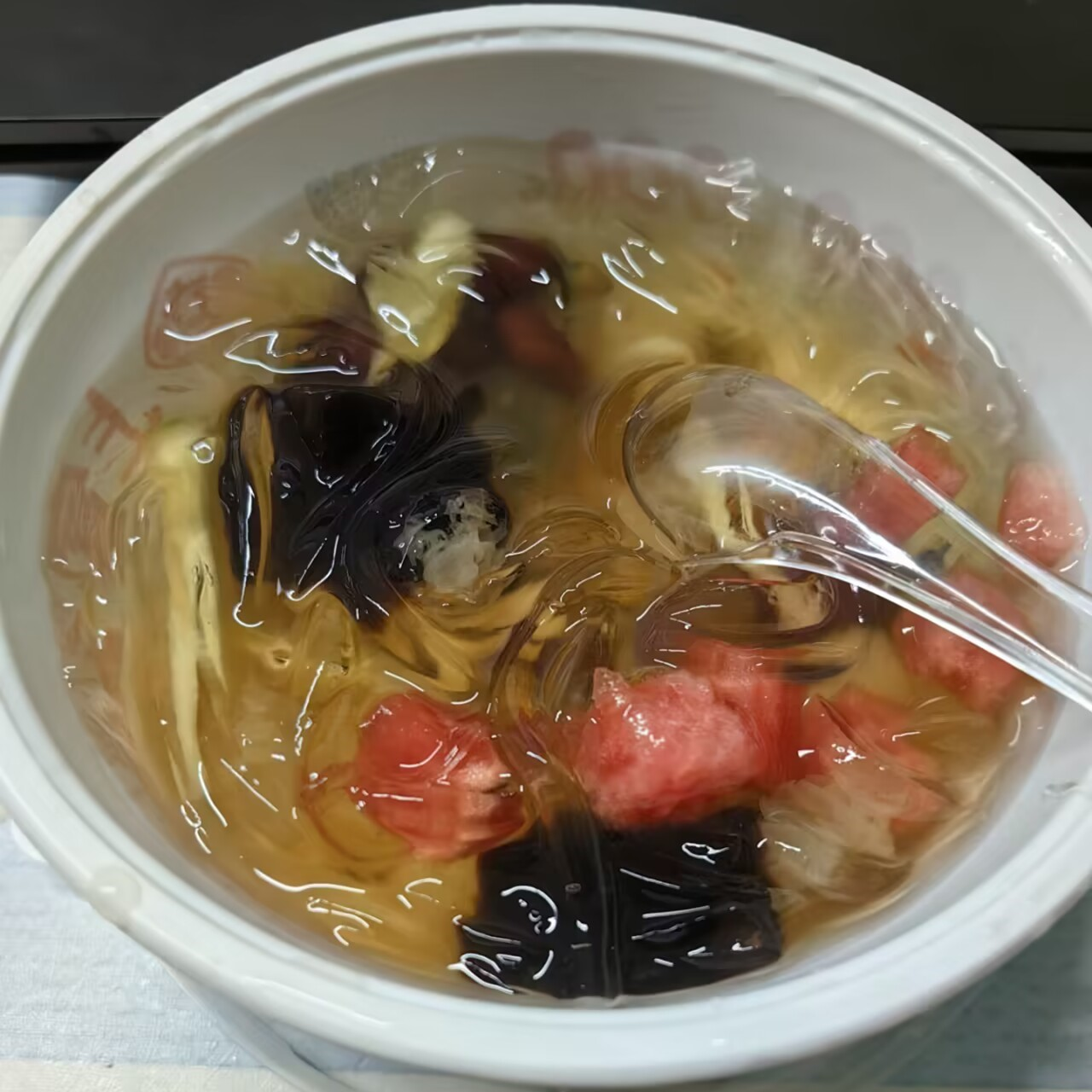
四果湯

四果汤，是闽南地區的特色小吃，起源於漳州，以糖水或石花湯為底料，佐以空心蓮子、木薯粉、銀耳、綠豆、仙草凍、蜂蜜、水果等，具有祛暑降溫的作用。